# Malakologia
Malakologia, malakozoologia (gr. malakós-miękki) – dział zoologii zajmujący się badaniem mięczaków. Obejmuje ich morfologię, embriologię, fizjologię, ekologię, biologię i systematykę. Ukształtowała się w XIX wieku. Podstawy dał Martin Lister, zaś Georges Cuvier zapoczątkował systematyczną klasyfikację.